# ثوم شيحي
الثوم الشيحي (باللاتينية: Allium artemisietorum) نوع نباتي عشبي يتبع جنس الثوم من الفصيلة الثومية.

## الموئل والانتشار
ينتشر في بلاد الشام ووادي النيل.